# Lava Records
Lava Records er et amerikansk pladeselskab, der er ejet af Warner Music Group. Pladeselskabet blev stiftet i 1995.

## Artister

### Nuværende artister
- 30 MILES
- Jessie J
- Black Veil Brides
- Kaile Goh
- Alysha Brillinger

### Tidligere artister
- Authority Zero
- Bif Naked
- The Boondock Saints
- CIV
- Course of Nature
- Cold
- The Corrs
- The Cult
- Egypt Central
- Willa Ford
- Grade
- Hot Action Cop
- Little-T and One Track Mike
- Matchbox 20
- Edwin McCain
- Nonpoint
- Needtobreathe
- Outspoken
- Franky Perez
- Porcupine Tree
- Reach 454
- Smile Empty Soul
- Jill Sobule
- Sugar Ray
- Unwritten Law
- Vanessa Williams
- Antigone Rising
- Basement Jaxx
- Blue Man Group
- Joe Brooks
- John Butler Trio
- Cherie
- The Click Five
- Embrace
- Kid Rock
- Toby Lightman
- Of A Revolution
- Simple Plan
- Skillet
- Skindred
- Throwing Gravity
- Trans-Siberian Orchestra
- Uncle Kracker
- Vaux
- Brittney White